# Austin-Healey 3000
Der Austin-Healey 3000 ist ein von 1959 bis 1967 von BMC im konzerneigenen MG-Werk in Abingdon-on-Thames gebauter Roadster. Während seiner Produktionszeit gewann der 3000 viele europäische Rallyes und wird auch heute noch oft bei Oldtimerrallyes eingesetzt.

## Austin-Healey 3000 Mk.I
Mit der Hubraumvergrößerung auf drei Liter (2912 cm3) im Jahr 1959 änderte sich die Modellbezeichnung von Austin-Healey 100-Six zu 3000 (Zweisitzer: BN7, 2+2-Sitzer: BT7). Die Bezeichnung Mk.I erhielt dieses Modell nie offiziell, sie wurde später jedoch zur Unterscheidung der nachfolgenden Modelle gebräuchlich. Zusätzlich wurden an den Vorderrädern anstatt der bisherigen Trommelbremsen Girling-Scheibenbremsen eingebaut. Ansonsten wurden die Ausstattungsmerkmale des Austin-Healey 100-Six – insbesondere das Steckverdeck und die Steckseitenscheiben – weitgehend beibehalten. Auch die Rohkarosserien wurden weiterhin bei Jensen Motors produziert.
Der Austin-Healey 3000 hatte eine Leistung von 124 PS und ein Drehmoment von 226 Nm bei bereits 2700 min−1. Die Höchstgeschwindigkeit betrug ca. 185 km/h bei einer Beschleunigung von 0 auf 100 km/h in 11,7 Sekunden. Dabei verbrauchte der Wagen durchschnittlich etwa 14 Liter/100 km.
Der Neuwagenpreis des Austin-Healey 3000 betrug inkl. Steuern in Großbritannien 1175 Pfund. Wahlweise waren ein Hardtop (85 Pfund), ein Laycock-de Normanville Overdrive-Getriebe (66 Pfund), Speichenräder (35 Pfund), Heizung (22 Pfund) und ein Radio (34 Pfund) erhältlich.
| Fahrzeug                | Leistung | Höchstgeschwindigkeit | Beschleunigung 0–60 mph | Listenpreis |
| ----------------------- | -------- | --------------------- | ----------------------- | ----------- |
| Austin-Healey 3000 Mk.I | 124 PS   | 186 km/h              | 10,9 s                  | 1175 Pfund  |
| Sunbeam Alpine Mk.II    | 80 PS    | 159 km/h              | 13,6 s                  | 1055 Pfund  |
| Triumph TR3A            | 100 PS   | 177 km/h              | 11,4 s                  | 1085 Pfund  |
| MG MGA Twin Cam         | 108 PS   | 182 km/h              | 9,1 s                   | 1283 Pfund  |
| Daimler SP250           | 140 PS   | 201 km/h              | 8,9 s                   | 1395 Pfund  |
| Jaguar XK150S 3.4 FHC   | 253 PS   | 212 km/h              | 7,8 s                   | 2110 Pfund  |
| Mercedes-Benz 190 SL    | 105 PS   | 169 km/h              | 12,0 s                  | 2850 Pfund  |

## Austin-Healey 3000 Mk.II

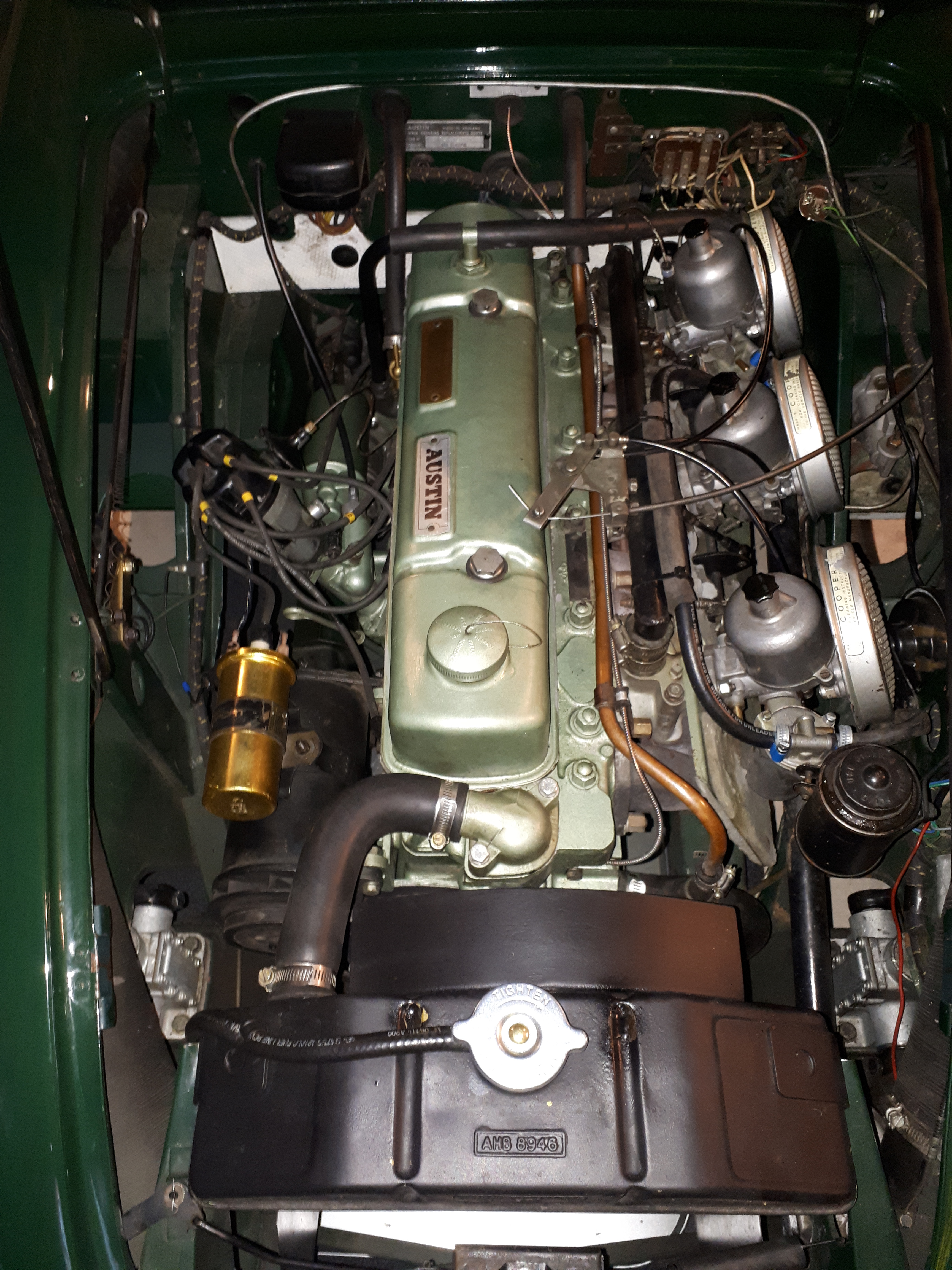
Motorraum eines Austin-Healey 3000 Mk.II BT7

1961 folgte der 3000 Mk.II mit 132 PS und 223 Nm bei 3000 min−1. Allerdings wurde die interne Modellbezeichnung nicht geändert (Mk. II Zweisitzer: BN7, 2+2-Sitzer: BT7). Äußeres Erkennungsmerkmal war ein neuer Kühlergrill mit vertikalen Streben. Die Modellbezeichnung „3000“ wurde im Gegensatz zum Mk. I nicht mehr auf dem Kühlergrill, sondern auf dem Kofferraumdeckel angebracht. Ergänzend gab es ein neues Markenlogo an der Front mit dem Zusatz „3000 Mk. II“. Ab November 1961 erhielten die Mk.II-Modelle ein neues BMC-Getriebe. Es hatte erstmals eine klassische Mittelschaltung mit kurzem geraden Schalthebel statt eines seitlichen langen Schalthebels.
Um die Leistungssteigerung von 124 PS auf 132 PS zu erreichen, wurden statt der bisher zwei SU HD6 Vergaser beim Mk. II drei SU HS4-Vergasern und eine „schärfere“ Nockenwelle eingesetzt.
Die Einstellung der drei Vergaser erwies sich jedoch als kompliziert, so dass man nach etwas über einem Jahr Mitte 1962 wieder zurück auf 2 SU-HS6-Vergaser ging. Diese Version erhielt gleichzeitig ein neues Klappverdeck, das nicht mehr komplett hinter den Notsitzen in der Karosserie Platz fand, sondern darüber hinausragte. Hinzu kamen Kurbel- statt Steckfenster, weshalb der Türausschnitt durch eine aufgesetzte Chromleiste verkleinert wurde. Die Modellbezeichnung 3000 Mk. II wurde unter dem Zusatz „Sports Convertible“ beibehalten, der interne Code änderte sich jedoch in BJ7. Inoffiziell wird diese Variante auch MK. II A genannt. Die Leistung des BJ7 betrug 131 PS und 211 Nm bei 3000 min−1. Der BJ7 wurde nur noch als 2+2-Sitzer angeboten, die Zweisitzer-Variante BN7 entfiel bereits im März 1962 ersatzlos.

## Austin-Healey 3000 Mk.III
Mit dem 1964 eingeführten, 150 PS starken Austin-Healey 3000 Mk III (BJ8) wurde nach 13 Jahren das Instrumentenbrett überarbeitet, das seither aus Holz bestand. Ein abschließbares Handschuhfach und ein in die Mittelkonsole integrierter Radiolautsprecher vervollständigten den Wandel zum Komfort-Cabrio. Nach kurzer Zeit erhielt der BJ8 ein überarbeitetes Fahrwerk an der Hinterachse (Mk.III Phase 2). Dadurch wurde das Fahrzeug um 3 cm höher gelegt. Grund für diese Änderung war die von vielen Kunden kritisierte zu geringe Bodenfreiheit. Sie betrug unter dem Schalldämpfer in der Mitte des Fahrzeugs seit dem Austin-Healey 100 nur ca. 90 mm, was zu häufigen Bodenkontakten führte.
BMC (seit 1966 BMH) stellte die Produktion des 3000 im Herbst des Jahres 1967 wegen der ab 1968 gültigen US-amerikanischen Abgasnormen ein. Ca. 80 Prozent der Produktion des 3000 gingen in die USA, so dass ohne diesen Markt eine Fortsetzung des Austin-Healey 3000 nicht sinnvoll gewesen wäre. Im März 1968 wurde jedoch einige Wochen nach der eigentlichen Produktionseinstellung nochmal der allerletzte Austin-Healey 3000 in Abingdon für den englischen Markt aus restlichen Teilebeständen hergestellt. In acht Produktionsjahren wurden in drei Modellgenerationen 42.926 Exemplare gebaut.

## Nachfolger
Im Lauf der 1960er Jahre gab es drei Anläufe, einen Nachfolger für den Austin-Healey 3000 zu entwickeln. Zunächst gab es 1962 von BMC in Zusammenarbeit mit Pininfarina und Studenten der Hochschule für Gestaltung Ulm das Projekt "XC512/Fireball XL5". Dieses Projekt wurde ca. 1964/65 gestoppt, da der Wagen dem Jaguar E-Type Konkurrenz gemacht hätte. Die Familie Healey selber schlug BMC einen mit einem Rolls-Royce-FB60-Motor ausgestatteten, verbreiterten 3000 als Nachfolger vor. Dieser Austin-Healey 4000 genannte Wagen hätte mit 175 PS die amerikanischen Abgasnormen erfüllen können. 3 Prototypen vom Austin Healey 4000 wurden gebaut, davon einer mit Automatikgetriebe. Mitte 1967 stellte BMC diese Entwicklung ein, laut Geoffrey Healey (Donald Healeys Sohn), weil BMC „das Geld ausging“. BMC bevorzugte deshalb einen Austin-Healey 3000 Mk. IV genannten Nachfolger auf Basis des 1967 eingeführten MGC. Dieses Fahrzeug hätte für BMC sehr kostengünstig eingeführt werden können, da lediglich der Kühlergrill und die Embleme des MGC geändert worden wären. In Anbetracht der absehbaren Probleme des MGC (drehunwilliger Motor mit nur 145 PS und fehlende Fahrdynamik) verweigerte die Familie Healey jedoch die Nutzung des Namens Healey für dieses Fahrzeug.
Am 1. Januar 1968 fusionierten die BMH und Leyland Motors (mit Rover und Triumph) zur British Leyland Motor Corporation (BLMC). Nachfolger des 3000 sollte daher der konzernintern bereits vorhandene Triumph TR5 werden. Tatsächlich wurde der Austin-Healey 3000 ohne Nachfolger eingestellt.
Jensen erwog ebenfalls, den Austin-Healey 3000 durch ein selbst entwickeltes Coupé zu ersetzen. Der zu diesem Zweck konstruierte Jensen P66 ging allerdings nicht in Serie. Die Rolle des 3000 bei Jensen übernahm ab 1972 der in Zusammenarbeit mit der Healey-Familie und Lotus entwickelte Jensen-Healey.

## Austin-Healey-3000-Fotos

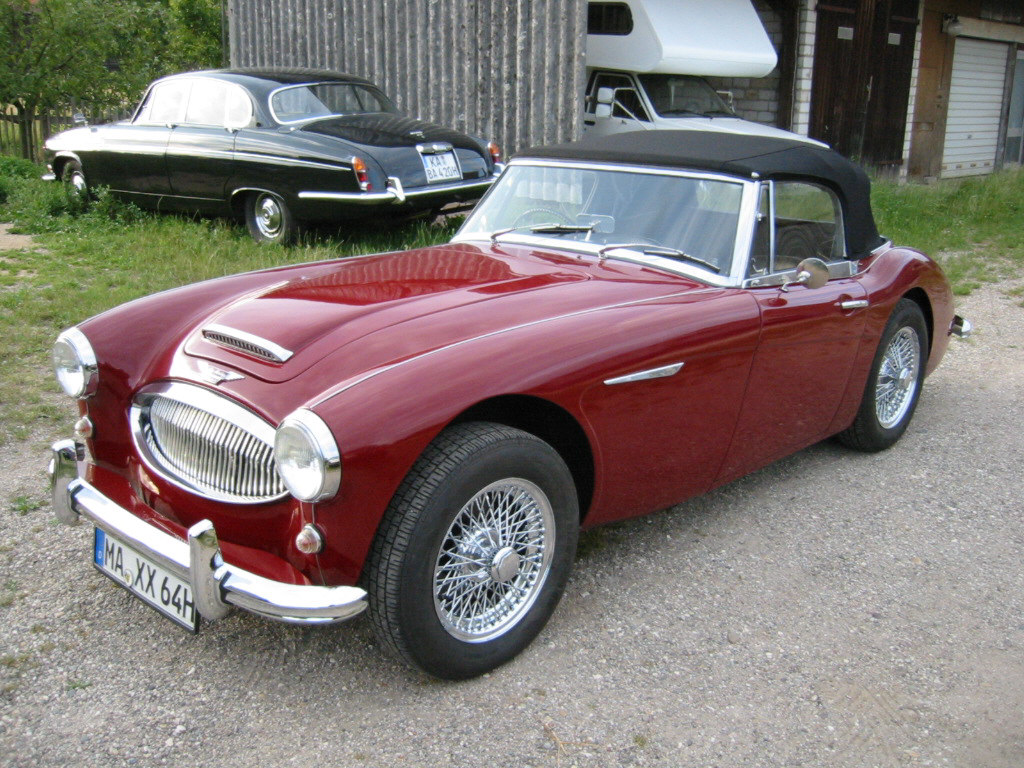
1963er Austin-Healey 3000, Front
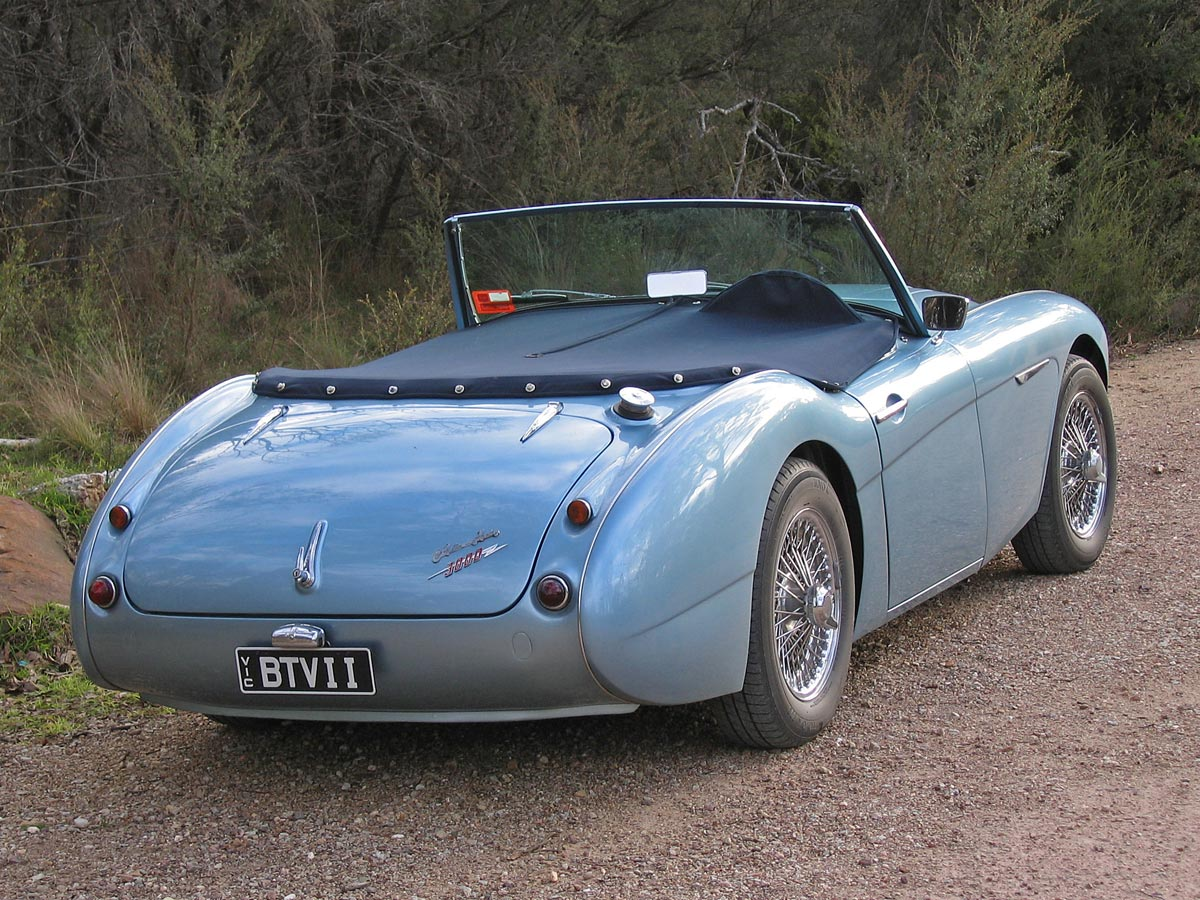
1959er Austin-Healey 3000, Rückseite
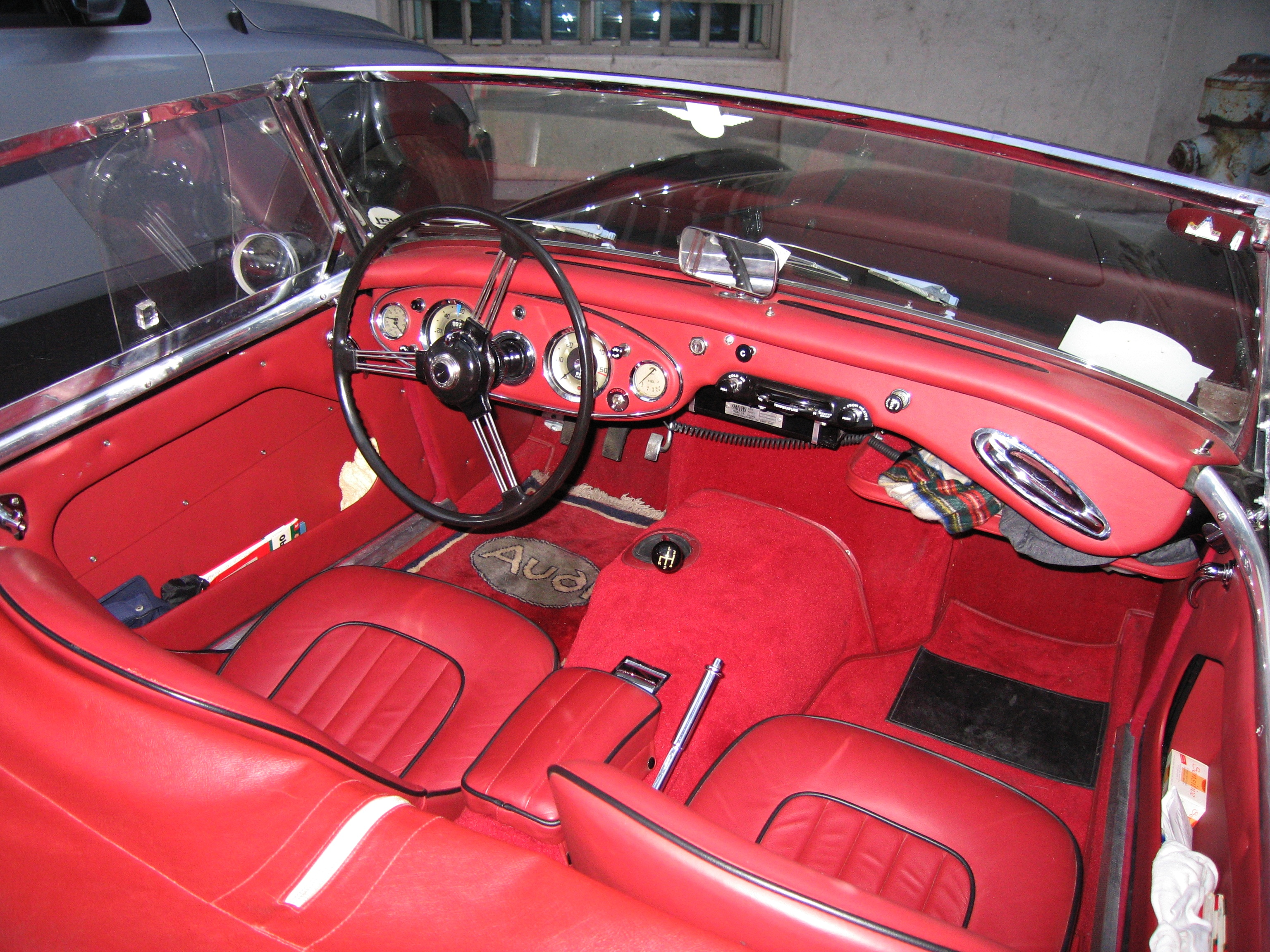
Das rote Cockpit eines schwarzen Austin-Healey 3000
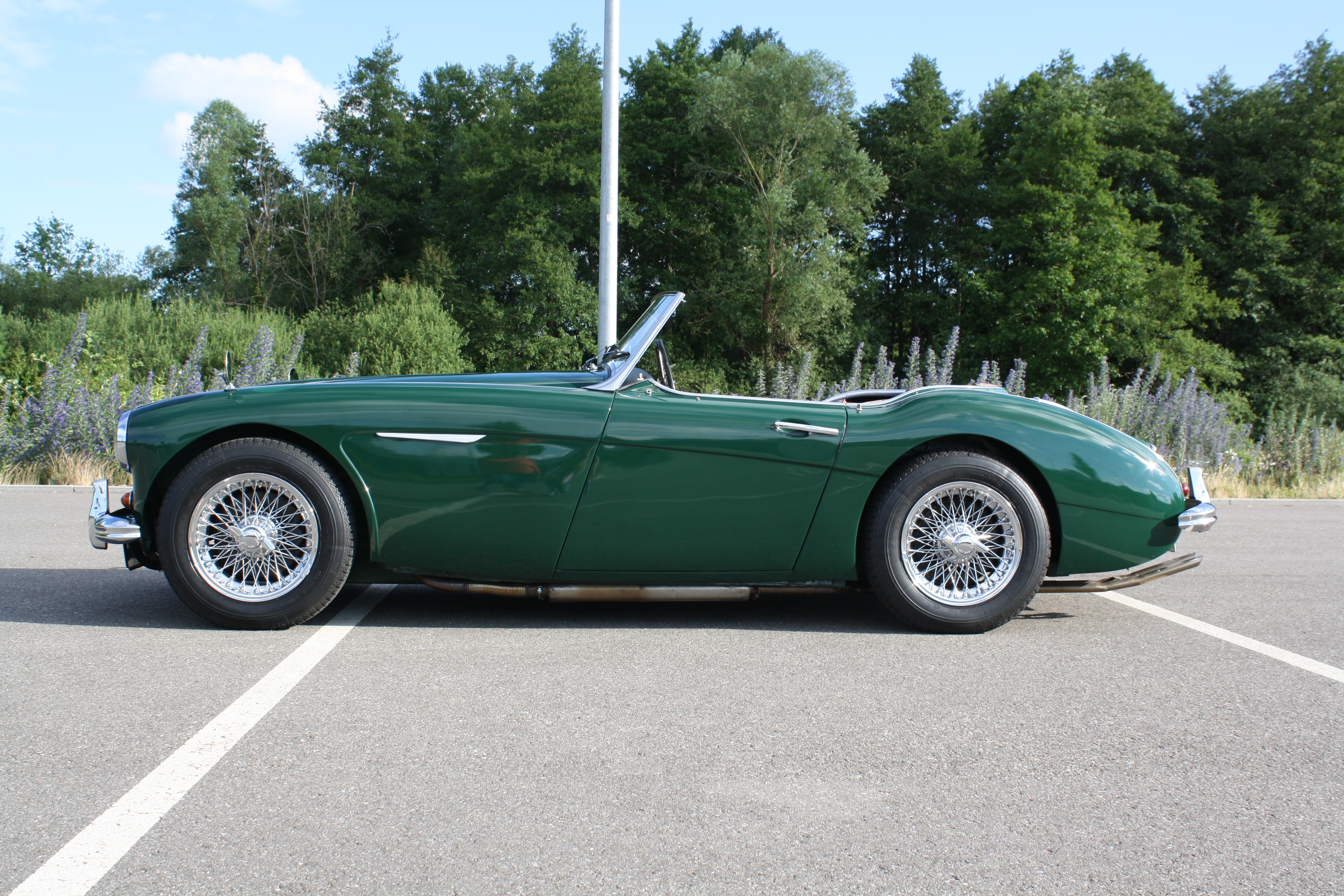
1962er Austin-Healey 3000 Mk.II, Seitenansicht
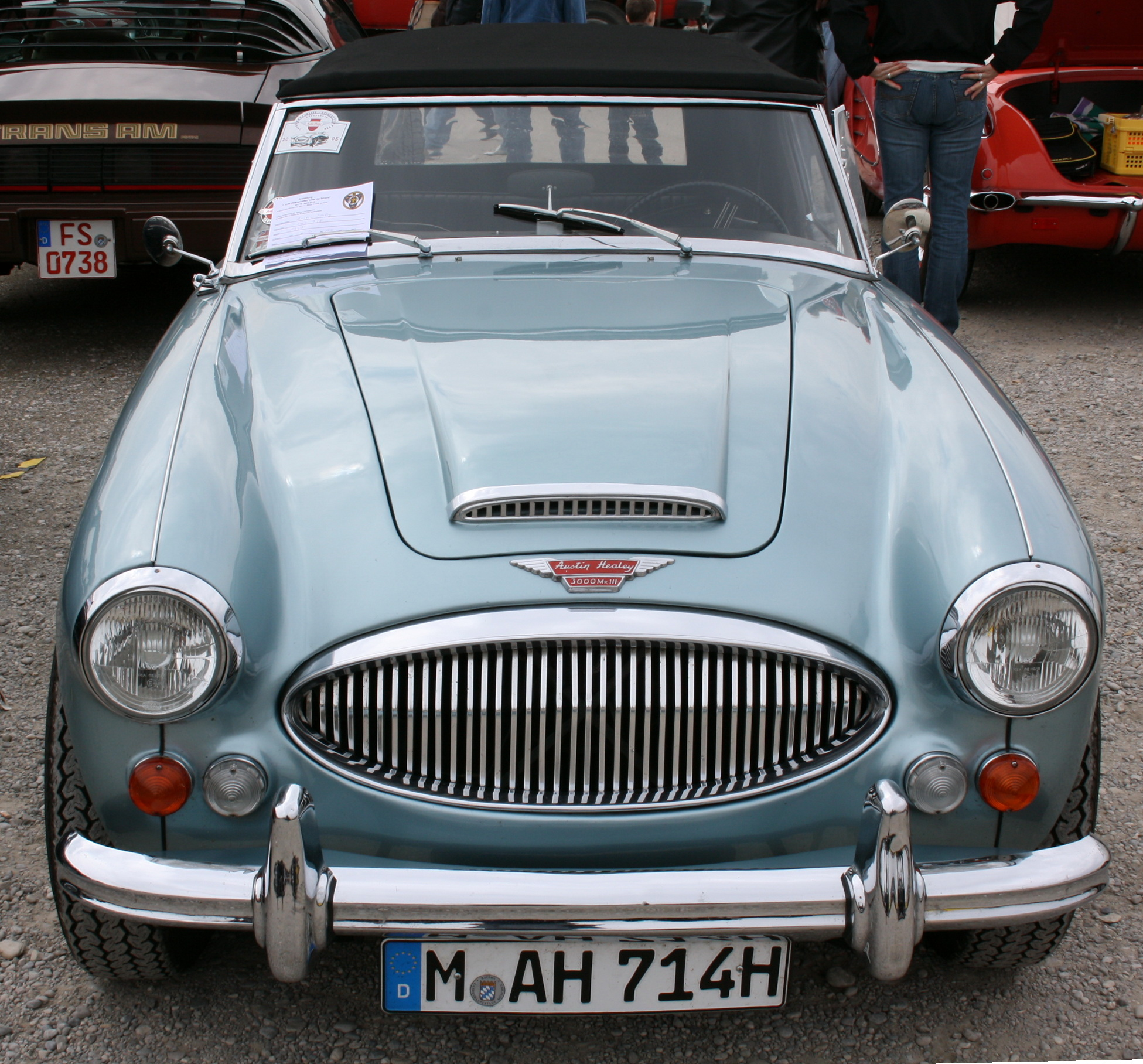
1967 Austin Healey 3000 BJ8
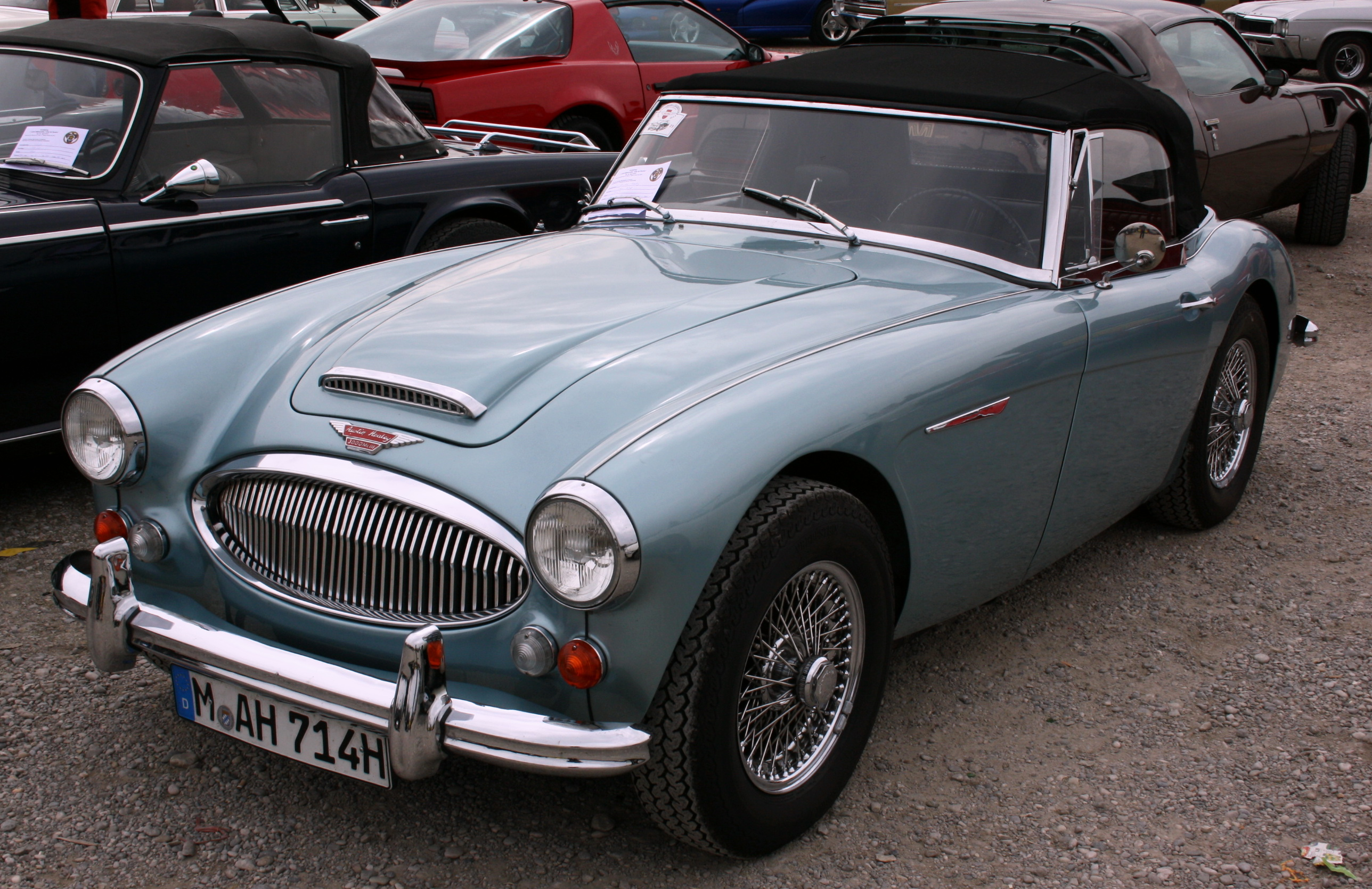
1967 Austin Healey 3000 BJ8
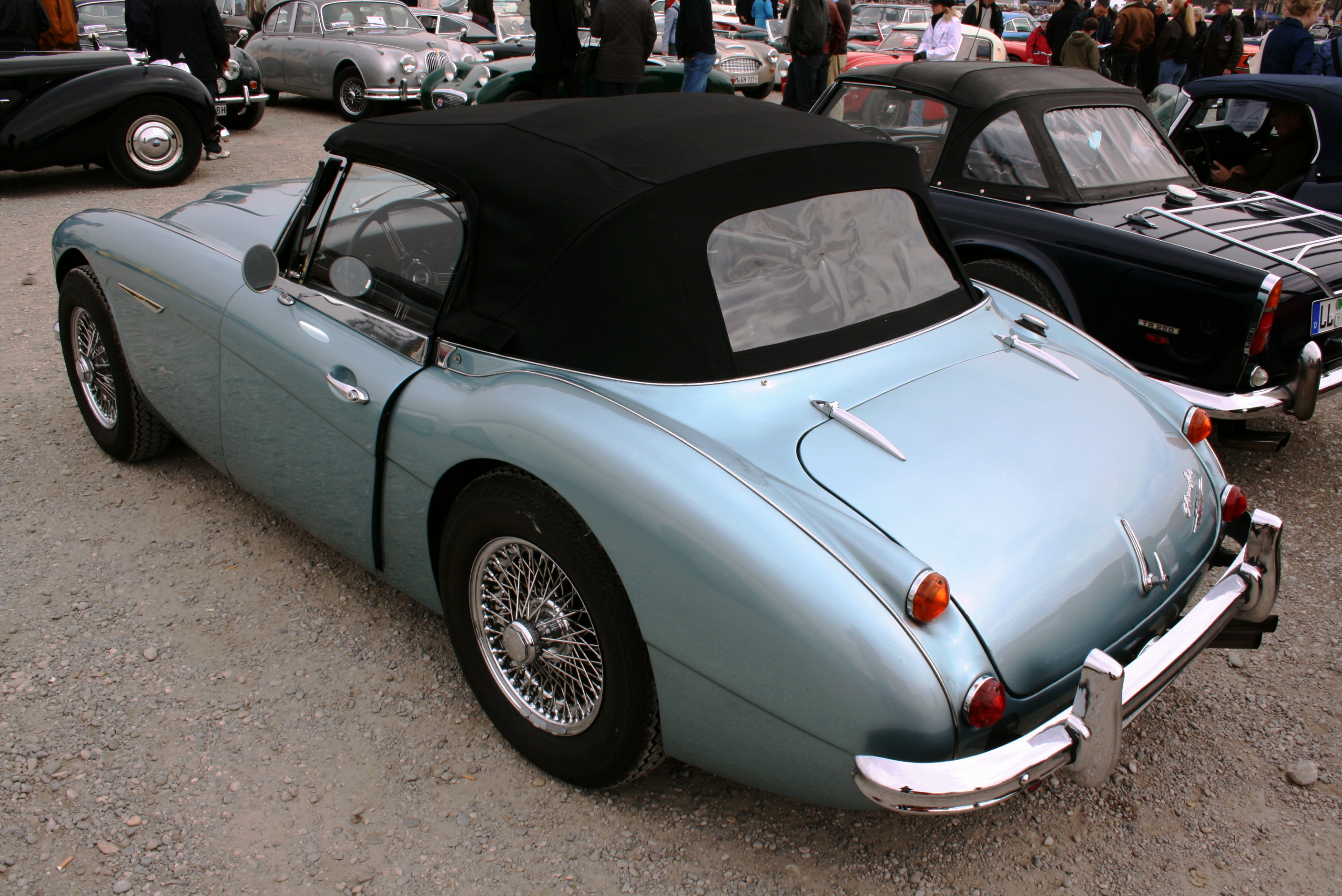
1967 Austin Healey 3000 BJ8
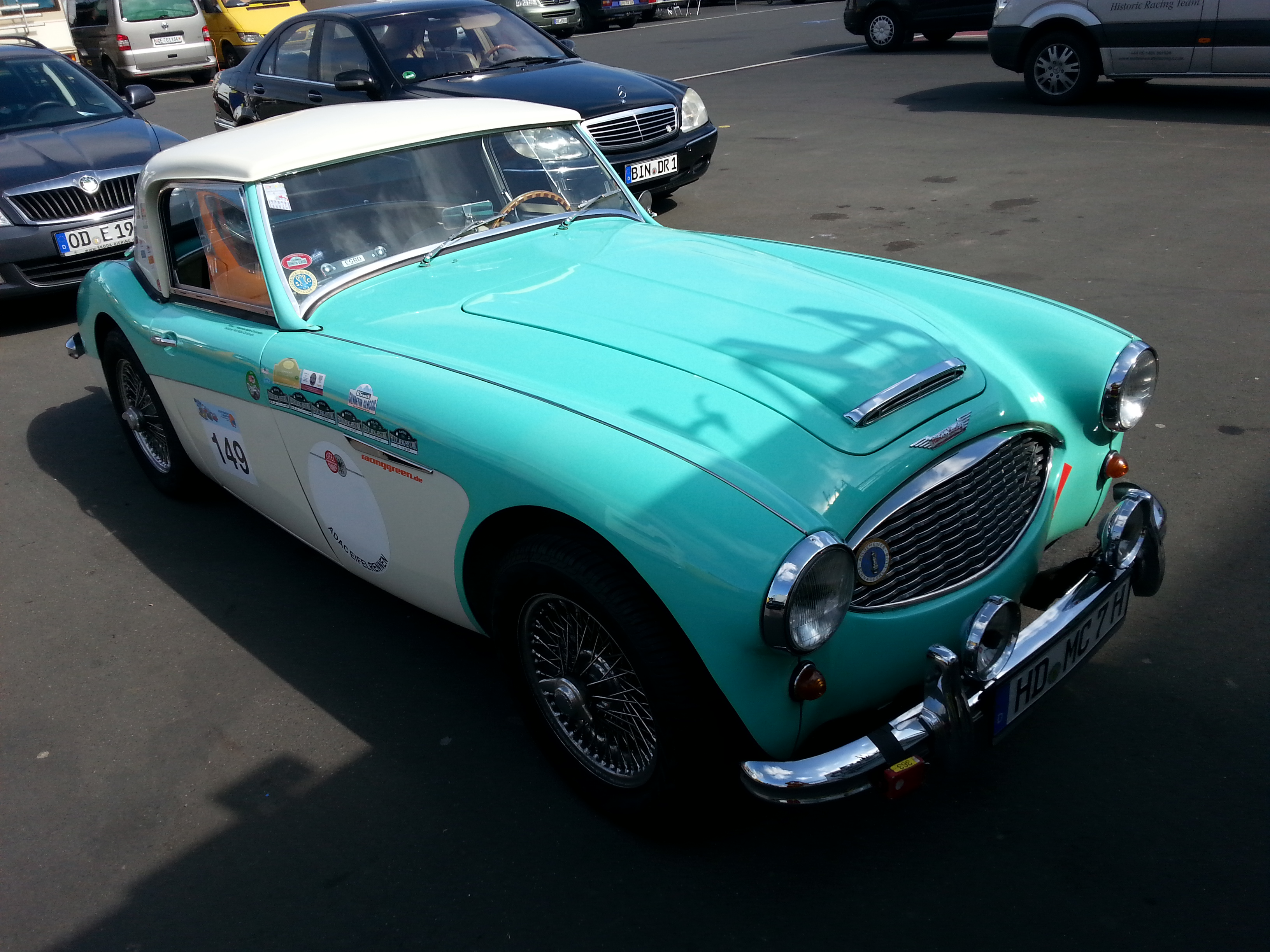
Austin Healey 3000 im Jahr 2014 auf dem Nürburgring

## Replikate

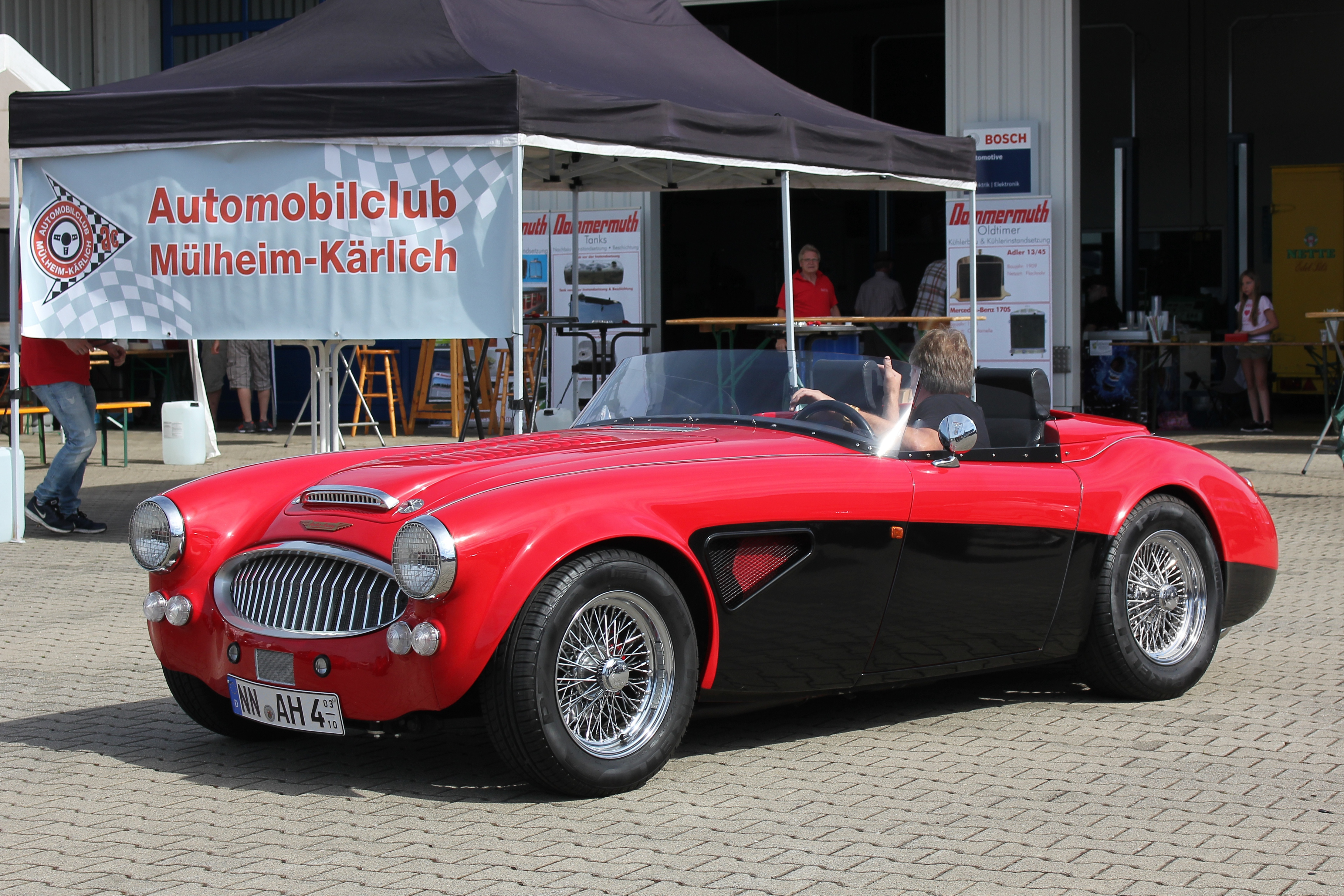
Austin-Healey Mk IV, Baujahr 1995

Weltweit gibt es bis heute nur wenige Nachbauten des Austin-Healey 3000. Zu den bekanntesten zählt der Jinlei Golden Thunder 5000 der Golden Thunder Classic Motors Company. Zudem gibt es einen Nachbau von Woodley Healey.
Aus den Vereinigten Staaten gab es bereits in den späten 1960er-Jahren den Sebring MX sowie den Cavaliere 3000. Aus Europa gab es zu jener Zeit nur den britischen Saxon Healey. Erst in den 1990er-Jahren kamen mit dem Pilgrim 3000 und dem HMC Mk. IV SE (Healey Motor Company) wieder neue Nachbauten auf den europäischen Markt. Ebenfalls eine große Bekanntheit erlangte der schwedische Borås 3000. 
Der HMC beziehungsweise Austin-Healey Mark IV entstand in Abstimmung mit den Erben Healey. Es ist ein Roadster, der äußerlich eng an den Mark III angelehnt ist, jedoch einen verzinkten Gitterrohrrahmen und eine GFK-Karosserie hat. Der Motor ist ein V-Achtzylinder mit 3948 cm³ Hubraum und einer Leistung von 190 PS (140 kW).. Die Kraft wird über ein Fünfganggetriebe an die Hinterräder übertragen. Wenig mehr als 160 Fahrzeuge wurden von 1989 bis 2000 gebaut.

## Technische Daten

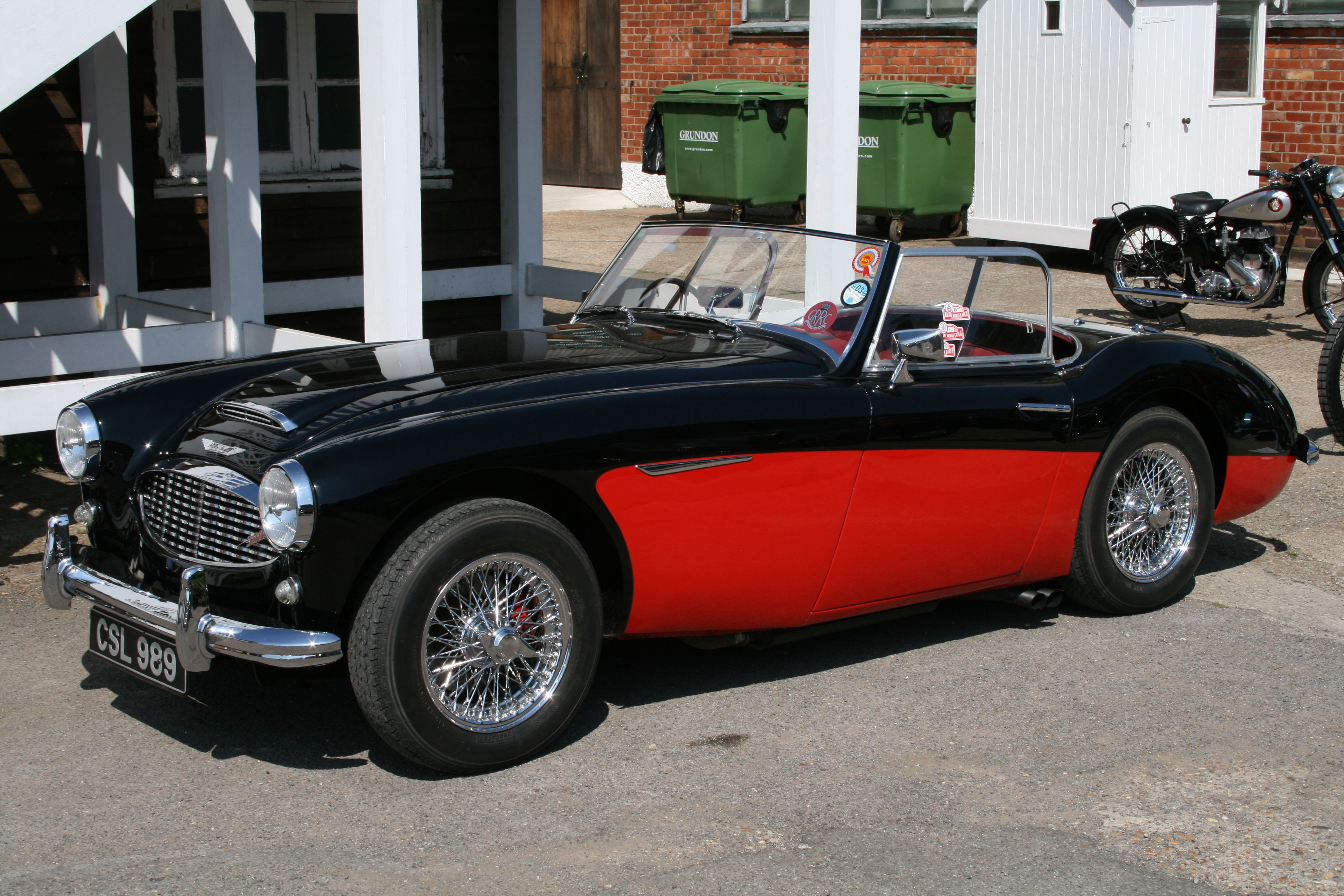
Austin-Healey, Baujahr 1959

| Fahrzeugtyp                               | Austin-Healey Mark I (1959) | Austin-Healey Mark I (1959) |
| Motor                                     | 6-Zylinder-Viertakt-Ottomotor (Reihenmotor, vorn längs)                                                                                       |                             |
| Hubraum                                   | 2912 cm³ |                             |
| Bohrung × Hub                             | 83,34 × 88,9 mm |                             |
| Leistung                                  | 124 PS (SAE) bei 4750/min |                             |
| Max. Drehmoment                           | 226 Nm (SAE) bei 2700/min |                             |
| Verdichtung                               | 9,03 : 1 |                             |
| Ventilsteuerung                           | seitliche Nockenwelle, über Kette angetrieben, Stößelstangen und Kipphebel                                                                    |                             |
| Gemischaufbereitung                       | 2 SU-HD6-Halbfallstromvergaser |                             |
| Kühlung                                   | Wasserkühlung (Pumpe), Kühlerinhalt 10,5 l |                             |
| Kupplung                                  | hydraulisch betätigte Einscheiben-Trockenkupplung                                                                                             |                             |
| Getriebe                                  | 4 Gänge und Rückwärtsgang, manuell zu schalten, Mittelschalthebel, 2. bis 4. Gang synchronisiert; gegen Aufpreis Overdrive für 3. und 4. Gang |                             |
| Rahmen                                    | Kastenrahmen |                             |
| Radaufhängung vorn                        | Doppelquerlenker, Schraubenfedern und Stabilisator, hydraulische Stoßdämpfer                                                                  |                             |
| Radaufhängung hinten                      | Starrachse mit Halbelliptikfedern, Stabilisator, hydraulische Stoßdämpfer                                                                     |                             |
| Lenkung                                   | Schneckenlenkung |                             |
| Bremsen                                   | Scheibenbremsen vorn, Trommelbremsen hinten                                                                                                   |                             |
| Spurweite vorn/hinten:                    | 1238/1269 mm |                             |
| Radstand                                  | 2329 mm |                             |
| Reifengröße                               | 5.90 × 15″ |                             |
| Maße L × B                                | 4000 × 1524 mm |                             |
| Leergewicht                               | 1080 kg |                             |
| Höchstgeschwindigkeit je nach Übersetzung | bis 185 km/h |                             |
| Verbrauch                                 | 14,2 l/100 km |                             |
| Tankinhalt                                | ca. 55 Liter |                             |

Quellen